# (21628) Lucashof
(21628) Lucashof (1999 ND4) – planetoida z pasa głównego asteroid okrążająca Słońce w ciągu 3,76 lat w średniej odległości 2,42 j.a. Odkryta 13 lipca 1999 roku.